# 'A'id al-Qarni
ʿĀʾiḍ bin ʿAbd Allāh al-Qarnī (in arabo عائض القرني‎?; al-Qarn, 1º gennaio 1960) è uno scrittore, poeta, predicatore e attivista islamico saudita.
Il suo libro Non ti rattristare (لا تحزن) è tra i libri più venduti nei tutti paesi arabi. Ha più di 1000 comizi audio di lezioni, conferenze, letture di poesie e colloqui letterari. È uno dei pionieri più importanti del risveglio islamico (Sahwa) negli anni Ottanta e Novanta. Si considera uno dei personaggi religiosi moderati, partecipato efficacemente ad alcuni incontri con detenuti di al-Qāʿida, convincendo vari di loro a rinunciare alla violenza e alle loro idee e ai loro propositi estremisti.

## Biografia
Nato nella cittadina di al-Qarn al sud del regno dell'Arabia Saudita, dove ha frequentato la scuola elementare, mentre la media l'ha frequentata a Riad e la superiore ad Abha. Ad Abha si è anche laureato, presso la Facoltà di Uṣūl al-Dīn (Fondamenti della religione), e poi ha conseguito la laurea magistrale e il dottorato. Era l'imam e il khaṭīb della moschea di Abū Bakr ad Abha.
Polemiche intorno ai suoi libri: Il suo primo libro (لا تحزن) "Non rattristarti" è molto simile al libro di Dale Carnegie"Come vincere lo stress e cominciare a vivere" ("How to Stop Worrying and Start Living", 1948). Alcuni hanno parlato di plaggio. Il caso si è avverato con il suo secondo libro: (لا تيأس) "Non disperarti" pubblicato nel 2011 è risultato una copia al 90% della scrittrice saudita Salwa Al-Ódaidan (سلوى العضيدان) "Così hanno vinto la disperazione" (هكذا هزموا اليأس) pubblicato anteriormente, nel 2007. Dopo un reclamo amichevole non ascoltato, la scrittrice Salwa Al-Ódaidan si è rivolta alla giustizia che ha diramato e confermato il plaggio, condannando "il ladro" ad un risarcimento pecuniario e al ritiro del suo libro dalle librerie.